# Фриленд (тауншип, Миннесота)
Фриленд (англ. Freeland) — тауншип в округе Лак-ки-Парл, Миннесота, США. На 2000 год его население составило 127 человек.

## География
По данным Бюро переписи населения США площадь тауншипа составляет 94,4 км², из которых 94,4 км² занимает суша, водоёмов нет.

## Демография
По данным переписи населения 2000 года здесь находились 127 человек, 50 домохозяйств и 34 семьи. Плотность населения —  1,3 чел./км². На территории тауншипа расположена 61 постройка со средней плотностью 0,6 построек на один квадратный километр. Расовый состав населения: 98,43 % белых, 0,79 % коренных американцев и 0,79 % азиатов.
Из 50 домохозяйств в 28,0 % воспитывались дети до 18 лет, в 56,0 % проживали супружеские пары, в 4,0 % проживали незамужние женщины и в 32,0 % домохозяйств проживали несемейные люди. 28,0 % домохозяйств состояли из одного человека, при том 14,0 % из — одиноких пожилых людей старше 65 лет. Средний размер домохозяйства — 2,54, а семьи — 3,18 человека.
23,6 % населения — младше 18 лет, 12,6 % — в возрасте от 18 до 24 лет, 19,7 % — от 25 до 44, 28,3 % — от 45 до 64, и 15,7 % — старше 65 лет. Средний возраст — 42 года. На каждые 100 женщин приходилось 144,2 мужчин. На каждые 100 женщин старше 18 приходилось 155,3 мужчин.
Средний годовой доход домохозяйства составлял 30 000 долларов, а средний годовой доход семьи —  37 750 долларов. Средний доход мужчин —  26 667  долларов, в то время как у женщин — 19 375. Доход на душу населения составил 14 059 долларов. За чертой бедности находились 22,0 % семей и 21,7 % всего населения тауншипа, из которых 35,7 % младше 18 и 11,8 % старше 65 лет.